# Juni 2006
| Juni 2006 |
| Månader under 2006: Januari · Februari · Mars · April · Maj · Juni · Juli · Augusti · September · Oktober · November · December ← December 2005 · Januari 2007 → |

- Svenska polisens webbsajt utsätts för massiv DDoS-attack, troligen som hämnd för stängning av The Pirate Bay. (1-2 juni)
- Regeringskansliets webbsajt utsätts för massiv DDoS-attack. Troligen finns det samband till stängningen av The Pirate Bay. (3 juni)
- Montenegro utropar officiellt sin självständighet efter folkomröstningen den 21 maj. (3 juni)
- Svenska staten döms till skadestånd av Europadomstolen för brott mot Europakonventionen. Domen gäller vägran att lämna ut den uppgiftsinsamling som SÄPO gjort om enskilda personer. (6 juni)

- Abu Musab al-Zarqawi, som antas ha varit ledaren för al-Qaida i Irak, dödas av en riktad flygräd. (7 juni)

- Europarådets utredning av CIA:s hemliga flygtransporter genom Europa konstaterar att 14 europeiska regeringar samarbetat med USA. (7 juni)

- Hamas bryter sin 16 månader långa vapenvila efter en förmodad israelisk attack som dödar sju civila palestinier på en strand i Gazaremsan. (10 juni)
- Rafael Nadal vinner Franska öppna mästerskapen på Roland Garros-stadium genom att besegra Roger Federer. Justine Henin-Hardenne vinner damklassen. (11 juni)
- I Bobbyfallet dömer tingsrätten både mamman och styvpappan till tio års fängelse var för grovt vållande till annans död. (9 juni)
- Rafael Nadal vinner Franska öppna mästerskapen på Roland Garros-stadium genom att besegra Roger Federer. Justine Henin-Hardenne vinner damklassen. (11 juni)
- Vid Gateshead-galan tangerar Asafa Powell sitt och Justin Gatlins världsrekord genom att springa 100 meter på 9,77. (11 juni)
- Microsofts grundare och världens rikaste person Bill Gates lämnar under en tvåårsperiod den dagliga verksamheten i företaget. Från 2008 ska han ägna sig på heltid åt sin välgörenhetsstiftelse. (15 juni)
- Ett bombattentat mot en buss i Sri Lanka dödar 64 personer. Det är den allvarligaste händelsen hittills bland allt fler incidenter som raserar vapenvilan mellan tamilska LTTE och den singalesiska regeringen. (15 juni)
- Målningen Porträtt av Adele Bloch-Bauer I av Gustav Klimt säljs för 135 miljoner dollar, vilket gör tavlan till den dyraste som någonsin sålts. (18 juni)
- Världens äldsta kända djur, galapagossköldpaddan Harriet, avlider vid en trolig ålder av 176 år. (23 juni)
- Svenske journalisten Martin Adler mördas i Mogadishu. (23 juni)
- Filippinernas president Gloria Macapagal-Arroyo skriver under en lag som avskaffar dödsstraffet i landet. [1] (24 juni)

- Israel inleder Operation Sommarregn, en markoffensiv på palestinskt territorium i Gazaremsan. (28 juni)
- USA:s högsta domstol stoppar de militärdomstolar som var tänkta att pröva om vissa av fångarna i Guantánamolägret är skyldiga till terroristbrott. (29 juni)
- Jan Peter Balkenendes regering i Nederländerna spricker på grund av immigrationsminister Rita Verdonks hantering av fallet Ayaan Hirsi Ali. (29 juni)

## Svenskspråkiga nyhetslänkar
| - Aftonbladet - Dagens Industri - Dagens Nyheter - Expressen - Göteborgs-Posten - Gnuheter - Hufvudstadsbladet - Ny Teknik | - NYHETER.se - Nyhetsportalen - News.nu - Stockholms Fria Tidning - Svenska Dagbladet - Sydsvenskan - Upsala Nya Tidning - Vasabladet |  |

Se även Hitta nyheter på Wikinews

### Fotnoter
1. ↑  ”Filippinerna avskaffar dödsstraffet”. Sveriges television. 24 juni 2006. http://www.svt.se/nyheter/utrikes/filippinerna-avskaffar-dodsstraffet. Läst 11 september 2016.